# Комиссар пожарной службы Нью-Йорка
Комиссар пожарной службы — это гражданский администратор Пожарного департамента Нью-Йорка (FDNY), назначается мэром Нью-Йорка.
Всего с момента появления должности было 38 гражданских комиссаров (32 после объединения города).
Нынешний временный комиссар пожарной охраны является Лора Кавана, которая занимает этот пост с 16 февраля 2022 года, ее срок полномочий ограничен до избрания нового постоянного комиссара.

## Пожарные комиссары до объединения города Нью-Йорка
| Имя                | Дата работы                         | Администрация города | Примечание                       |
| ------------------ | ----------------------------------- | -------------------- | -------------------------------- |
| Ричард Крокер      | 1883 — 1887                         |                      | [ 2 ]                            |
| Энтони Эйкхофф     | 1891 — 1896                         |                      | [ 3 ]                            |
| Джон Джей Сканнелл | 1893 — ?                            | Томас Фрэнсис Гилрой |                                  |
| С. Хауленд Роббинс | 1889 — май 1893 3 февраль 1894 — ?  | Хью Джей Грант       | [ 4 ]                            |
| Генри Уинтроп Грей | май 1893 — 2 февраль 1894           | Томас Фрэнсис Гилрой | [ 4 ]                            |
| Остин Эдвард Форд  | 1895 — сентябрь 17, 1897            |                      | Умер на работе 17 Сентября 1896. |
| Томас Стерджис     | 17 Сентябрь, 1896 — 31 Декабрь 1898 |                      | [ 6 ] [ 7 ]                      |

## Примечание
1. ↑  Salary of Nicholas Scoppetta. Дата обращения: 24 августа 2022. Архивировано 24 июля 2011 года.
2. ↑  Richard Croker Dies In His Irish Castle As Result Of Cold. New York Times. 1922-04-29. Архивировано 24 августа 2022. Дата обращения: 24 августа 2022.
3. ↑  Anthony Eickhoff. New York Times. 7 ноября 1901. Архивировано 2 февраля 2017. Дата обращения: 24 августа 2022. Anthony Eickhoff, aged seventy-four, ex-Fire Commissioner and ex-Coroner, who lived at 118 West Ninety-fourth Street, died Tuesday at the home of his daughter, Mrs. Miehling, 854 West End Avenue. ...
4. 1 2  Mr. Gray Resigns. The World. 3 февраля 1894. Архивировано 26 января 2022. Дата обращения: 24 августа 2022.
5. ↑  Austin E. Ford's Condition Critical (PDF). New York Times. 17 сентября 1896.
6. 1 2  To Succeed Austin E. Ford — Thomas Sturgis Made a Fire Commissioner by the Mayor (PDF). New York Times. 1896-04-06. Архивировано (PDF) 10 января 2020. Дата обращения: 24 августа 2022.
7. ↑  Thomas Sturgis (PDF). New York Times. 27 февраля 1914. Архивировано (PDF) 25 декабря 2021. Дата обращения: 24 августа 2022.